# Де Каб (Тексас)
Де Каб (енгл. De Kalb) град је у америчкој савезној држави Тексас. По попису становништва из 2010. у њему је живело 1.699 становника.

## Демографија
Према попису становништва из 2010. у граду је живело 1.699 становника, што је 70 (4,0%) становника мање него 2000. године.
| Група             | 2000.         | 2010.         |
| Белци             | 1.156 (65,3%) | 1.075 (63,3%) |
| Афроамериканци    | 545 (30,8%)   | 468 (27,5%)   |
| Азијати           | 1 (0,1%)      | 5 (0,3%)      |
| Хиспаноамериканци | 43 (2,4%)     | 109 (6,4%)    |
| Укупно            | 1.769         | 1.699         |